# Phare de Malmok
Le phare de Malmok ou Old Malmok  est un phare inactif situé sur au nord de la ville de Kralendijk (Bonaire), Territoire néerlandais d'outre-mer des Pays-Bas.
Il se trouve sur la zone du Washington Slagbaai National Park .
Identifiant : ARLHS : NEA-013 .

### Lien connexe
- Liste des phares du Territoire néerlandais d'outre-mer
- List of lighthouses in Bonaire (en)